# طرخان غازييف
طرخان إسماعيلوفيتش غازييف (الروسية: Тарха́н Исмаи́лович Гази́ев) المعروف أيضا باسم الأمير طرخان، هو قائد القوات الشيشانية الذي شارك في انفصال شمال القوقاز. جعلته وزارة خارجية الولايات المتحدة الأمريكية ضمن قائمة الإرهابيين المطلوبين عالميا في 29 أيلول / سبتمبر 2015.

## نشاطاته
ولد غازييف في 11 نوفمبر 1965 في قرية صغيرة من بوزه-بوروي في مناطق إتوم-كالي الجبلية ضمن الجمهورية الاشتراكية السوفياتية الشيشان–انغوشيا ذاتية الحكم في أشكوا-مارتان.
باث ضمن لائحة المطلوبين من قبل السلطات الاتحادية منذ 14 أيار / مايو 2004 ، وذلك لشنّه ومجموعته عددا من الهجمات على قوات الأمن الروسية المحلية، منها:
- قتل رئيس مجلس شيوخ إتوم-كالي في قرية أبيغروا.
- قاد هجوما مسلحا على قرية ألخازيريفو الذي أودى بحياة أربعة من ضباط الشرطة وجندي واحد في 19 آذار / مارس 2008.
- سلسلة من الغارات في عدة قرى داخل إشخوي-مارتان وأوروس-مارتان 20-21 نيسان / أبريل 2008.